# Брно-місто (округ)
Брно-місто (чеськ. Okres Brno-město) — адміністративно-територіальна одиниця в Південноморавському краї Чеської Республіки. Адміністративний центр — місто Брно. Площа округу — 230 км², населення становить 377 028 осіб.
До округу входить 1 муніципалітет, з котрих 1 — місто.